# Margarethe Dux
Margarethe Dux (* 28. Januar 1914 in Wien; † 9. März 2006 ebenda) war eine österreichische Schauspielerin.
Margarethe Dux war Ensemblemitglied des Wiener Burgtheaters von 1935 bis 1976 und wirkte in über 100 Inszenierungen mit.

## Inszenierungen
- 1969: August, August, August (von Pavel Kohout; Regie: Jaroslav Dudek) deutschsprachige Uraufführung

## Filmografie (Auswahl)
- 1948: Alles Lüge
- 1963: Die Flucht der weißen Hengste (Miracle of the White Stallions)
- 1965: Der Alpenkönig und der Menschenfeind